# Aleuroclava sepangensis
Aleuroclava sepangensis là một loài côn trùng cánh nửa trong họ Aleyrodidae, phân họ Aleyrodinae.
Aleuroclava sepangensis được Martin & Mound miêu tả khoa học đầu tiên năm 2007.